# Larry Semon
Pour les articles homonymes, voir Semon.
Larry Semon (né le 16 juillet 1889 à West Point, Mississippi, et mort le 8 octobre 1928 à Victorville, Californie) est un réalisateur, acteur, scénariste et producteur de cinéma américain du cinéma muet, qui eut son heure de gloire dans les années 1920 et est tombé dans l'oubli depuis. En France, il est connu sous le nom du personnage qu'il interprète : « Zigoto ».

## Biographie
Né Lawrence Semon à Westpoint dans le Mississippi, Larry Semon est issue d'une lignée d'artiste. Son père est magicien, ventriloque et artiste de vaudeville, tout comme sa mère qui est aussi sa partenaire. Très tôt il montre des dons pour la comédie, la danse et surtout le chant. S'il est encouragé pour embrasser une carrière artistique, il suit cependant des études supérieures à Savannah en Géorgie. C'est au collège qu'il se blesse au cou dans l'équipe de football : il en garde des séquelles et perd notamment sa voix.

Il suit en parallèle de ses études des cours de dessin et c'est comme dessinateur qu'il débute dans différents journaux.

### Les débuts
En parallèle de son travail de dessinateur et graphiste, il poursuit sur les traces de ses parents et monte sur les planches. Sur scène, il effectue des pantomimes et des monologues comiques et attire l'attention des studios de la Vitagraph Company avec laquelle il signe un contrat en 1915.

Rapidement, il se révèle être un gagman ingénieux et de l'écriture passe rapidement à la réalisation de courts métrages de comédies burlesques. Hughie Mack est à l'époque une des vedettes des studios et Larry Semon écrit et met en scène ses apparitions. Il réalise plus de 30 films pour ce dernier. Il travaille aussi pour Frank Daniels, une autre vedette de la Vitagraph qui joue le personnage de Captain Jinks.

En 1917, il prend de plus en plus d'importance auprès de la Vitagraph et se voit aussi confier la réalisation et l'écriture des comédies de Jimmy Aubrey. Parallèlement à son travail de réalisateur et de scénariste, Larry Semon apparaît pour des seconds rôles, de plus en plus importants, dans ses propres films.

## Filmographie
Source principale de la filmographie :

### En tant que réalisateur (et éventuellement acteur)

#### Pour les comédies de Hughie Mack, Jimmy Aubrey ou Frank Daniels
N.B. : IMDb crédite Larry Semon de 34 figurations « non confirmées » dans les films qu'il réalise en 1917/1918. Elles ne sont pas prises en compte.
- 1916 : Tubby Turns the Tables (CM) (scénariste) – Hughie Mack –
- 1916 : Terry's Tea Party (CM) (scénariste) – Hughie Mack – (rôle : le valet (as Lawrence Semon))
- 1916 : Out Ag'in, in Ag'in (CM) – Hughie Mack –
- 1916 : More Money Than Manners (CM) (scénariste) – Hughie Mack –
- 1916 : The Battler (CM) (scénariste) – Hughie Mack –
- 1916 : Losing Weight (CM) (scénariste) – Hughie Mack –
- 1916 : The Man from Egypt (CM) (scénariste) – Hughie Mack –
- 1916 : A Jealous Guy (CM) (scénariste) – Hughie Mack –
- 1916 : Romance and Roughhouse (CM) (scénariste) – Hughie Mack –
- 1916 : There and Back (CM) (scénariste) – Hughie Mack –
- 1916 : A Villainous Villain (CM) (scénariste) – Hughie Mack –
- 1916 : Love and Loot (CM) (scénariste) – Hughie Mack –
- 1916 : Sand, Scamps and Strategy (CM) (scénariste) – Hughie Mack –
- 1916 : She Who Last Laughs (CM) (scénariste) – Hughie Mack –
- 1916 : Walls and Wallops (CM) (scénariste)– Hughie Mack –
- 1916 : Jumps and Jealousy (CM) (scénariste) – Hughie Mack – Jimmy Aubrey –
- 1916 : His Conscious Conscience (CM) (scénariste) – Hughie Mack –
- 1916 : Hash and Havoc (CM) (scénariste) – Hughie Mack – Jimmy Aubrey –
- 1916 : Captain Jinks' Evolution (CM) – Frank Daniels –
- 1916 : Rah! Rah! Rah! (CM) (scénariste) – Hughie Mack – Jimmy Aubrey –
- 1916 : Help! Help! Help! (CM) (scénariste) – Hughie Mack –
- 1916 : Shanks and Chivalry (CM) (scénariste) – Hughie Mack – Jimmy Aubrey –
- 1917 : Speed and Spunk (CM) (scénariste) – Hughie Mack – Jimmy Aubrey –
- 1917 : Captain Jinks' Widow (CM) (scénariste) – Frank Daniels –
- 1917 : Captain Jinks' Nephew's Wife (CM) (scénariste) – Frank Daniels –
- 1917 : Captain Jinks' Dilemma (CM) (scénariste) – Frank Daniels –
- 1917 : Bullies and Bullets (CM) (scénariste) – Hughie Mack – Jimmy Aubrey –
- 1917 : Jolts and Jewelry (CM) (scénariste) – Hughie Mack – Jimmy Aubrey –
- 1917 : Big Bluffs and Bowling Balls (CM) (scénariste) – Hughie Mack – Jimmy Aubrey –
- 1917 : Somewhere in Any Place (CM) (scénariste) – Hughie Mack – Jimmy Aubrey –
- 1917 : Rips and Rushes (CM) (scénariste) – Hughie Mack – Jimmy Aubrey –
- 1917 : He Never Touched Me (CM) (scénariste) – Hughie Mack – Jimmy Aubrey –
- 1917 : Cops and Cussedness (CM) (scénariste) – Hughie Mack – Jimmy Aubrey –
- 1917 : Masks and Mishaps (CM) (scénariste) – Hughie Mack – Jimmy Aubrey –
- 1917 : Guff and Gunplay (CM) (scénariste) – Jimmy Aubrey –
- 1917 : Pests and Promises (CM) (scénariste) – Jimmy Aubrey – (figuration)
- 1917 : Footlights and Fakers (CM) (scénariste) – Jimmy Aubrey –
- 1917 : Bombs and Blunders (CM) (scénariste) – Jimmy Aubrey –
- 1917 : Turks and Troubles (CM) (scénariste) – Jimmy Aubrey –
- 1917 : Flatheads and Flivvers (CM) (scénariste) – Jimmy Aubrey –
- 1917 : Dubs and Drygoods (CM) (scénariste) – Jimmy Aubrey –
- 1917 : Hazards and Home Runs (CM) (scénariste) – Jimmy Aubrey –
- 1917 : Gall and Gasoline (CM) – Hughie Mack – (figuration)
- 1917 : Boasts and Boldness (CM) (scénariste) – Jimmy Aubrey – (rôle : le méchant)
- 1917 : Worries and Wobbles (CM) (scénariste) – Jimmy Aubrey –
- 1917 : Shells and Shivers (CM) (scénariste) – Jimmy Aubrey –

#### Pour des comédies qu’il réalise et où il joue un premier rôle
- 1917 : Chumps and Chances (CM) (scénariste) : Harold
- 1917 : Gall and Golf (CM) (scénariste) : O.U. Dubb
- 1917 : Slips and Slackers (CM) (scénariste) : The Slacker
- 1917 : Risks and Roughnecks (CM) (scénariste) : notre héros (comme Lawrence Semon)
- 1917 : Plans and Pajamas (CM) : The Idler
- 1917 : Plagues and Puppy Love (CM) : Larry
- 1917 : Sports and Splashes (CM) (scénariste) : le chanceux
- 1917 : Tough Luck and Tin Lizzies (CM) (scénariste)  : Larry
- 1917 : Rough Toughs and Roof Tops (CM) (scénariste) : le soupirant
- 1917 : Spooks and Spasms (CM) (scénariste)  : Larry
- 1917 : Noisy Naggers and Nosey Neighbors (CM) (scénariste)  : Larry
- 1918 : Guns and Greasers (CM) (scénariste) : Simp
- 1918 : Babes and Boobs (CM) (scénariste)  : Larry
- 1918 : Rooms and Rumors (CM) (scénariste) : I. M. Insensible
- 1918 : Meddlers and Moonshiners (CM) (scénariste) : Larry
- 1918 : Stripes and Stumbles (CM) (scénariste)  : Larry
- 1918 : Rummies and Razors (CM) (scénariste)  : Larry
- 1918 : Whistles and Windows (CM) (scénariste)  : Oswald
- 1918 : Spies and Spills (CM) (scénariste)  : Larry
- 1918 : Romans and Rascals (CM) (scénariste) : Caesar / un acteur
- 1918 : Skids and Scalawags (CM) (scénariste) : Rollo
- 1918 : Boodle and Bandits (CM) (scénariste)  : Lightening Larry
- 1918 : Hindoos and Hazards (CM) (scénariste)  : Larry
- 1918 : Bathing Beauties and Big Boobs (CM) (scénariste) : Lawrence
- 1918 : Dunces and Dangers (en) (CM) (scénariste)  : Larry
- 1918 : Mutts and Motors (CM) (scénariste)  : Larry
- 1918 : Huns and Hyphens (en) (CM) (scénariste et producteur)  : Larry
- 1918 : Bears and Bad Men (CM) (scénariste)  : Larry Cutshaw
- 1918 : Frauds and Frenzies (en) (CM) (scénariste et producteur)  : Larry le premier prisonnier
- 1918 : Humbugs and Husbands (CM) (scénariste)  : Larry
- 1918 : Pluck and Plotters (CM) (scénariste) : le soupirant
- 1919 : Traps and Tangles (CM) (scénariste) : le détective Sparks
- 1919 : Scamps and Scandals (CM) (scénariste)  : Larry
- 1919 : Well, I'll Be (CM) (scénariste) : le shérif
- 1919 : Passing the Buck (CM) (scénariste) : le détective
- 1919 : The Star Boarder (CM) (scénariste) : l’interné : Little Joe, le bagnard évadé
- 1919 : Zigoto et le collier de la duchesse ou La douceur du foyer (His Home Sweet Home) (CM) (scénariste) : le mari
- 1919 : The Simple Life (CM) (scénariste) : le valet de ferme
- 1919 : Zigoto dans les coulisses (Between the Acts) (CM) (scénariste)  : Larry, homme de main et buveur
- 1919 : Dull Care (CM) (scénariste)  : Larry, le détective
- 1919 : Zigoto douanier (Dew Drop Inn) (CM) (scénariste)  : Larry
- 1919 : The Head Waiter (en) (CM) (scénariste) : le chef de rang
- 1919 : Zigoto épicier (The Grocery Clerk) (CM) (scénariste)  : Larry, le vendeur
- 1920 : The Fly Cop (CM) réalisé avec Norman Taurog et Mort Peebles : le flic volant
- 1920 : Zigoto a de la classe ou Zigoto écolier (School Days) (CM) réalisé avec Norman Taurog et Mort Peebles (scénariste et producteur)  : Larry
- 1920 : Solid Concrete (CM) (scénariste)  : Larry, le ballot
- 1920 : Zigoto garçon de théâtre (The Stage Hand) (CM) écrit et réalisé avec Norman Taurog (scénariste et producteur)  : Larry, le machiniste
- 1920 : The Suitor (CM) écrit et réalisé avec Norman Taurog (scénariste)  : Larry, le prétendant
- 1921 : The Sportsman écrit et réalisé avec Norman Taurog (CM) (scénariste)  : Larry, le sportif
- 1921 : Zigoto et le chien volant ou Zigoto à la ferme (The Hick) (CM) écrit et réalisé avec Norman Taurog (scénariste)  : Larry
- 1921 : Zigoto boulanger (The Bakery) (CM) écrit et réalisé avec Norman Taurog (scénariste et producteur)  : Larry
- 1921 : The Rent Collector (CM) écrit et réalisé avec Norman Taurog (scénariste et producteur)  : Larry
- 1921 : The Fall Guy (CM) écrit et réalisé avec Norman Taurog (scénariste)  : Larry
- 1921 : The Bell Hop (CM) écrit et réalisé avec Norman Taurog (scénariste et producteur)  : Larry
- 1922 : The Sawmill (CM) (scénariste et producteur)  : Larry
- 1922 : The Show (CM) écrit et réalisé avec Norman Taurog (scénariste et producteur) l’accessoiriste / le spectateur aimable
- 1922 : A Pair of Kings (CM) écrit et réalisé avec Norman Taurog (scénariste et producteur) : le roi Auguste / l’étranger
- 1922 : Golf (CM) écrit et réalisé avec Tom Buckingham (scénariste et producteur) : le fils
- 1922 : The Agent (en)  (CM) écrit et réalisé avec Tom Buckingham (scénariste et producteur) : l’agent fédéral
- 1922 : The Counter Jumper (CM) (scénariste et producteur) : Larry
- 1923 : No Wedding Bells (CM) (scénariste et producteur) : Larry
- 1923 : The Barnyard (CM) (scénariste et producteur) : Lay Zee, le garçon de ferme
- 1923 : The Midnight Cabaret (CM) (scénariste et producteur) : Larry, un serveur
- 1923 : Zigoto chez le couturier (The Gown Shop) (CM) (scénariste et producteur) : Larry, un vendeur
- 1923 : Lightning Love (CM) (scénariste et producteur) : Larry, le prétendant
- 1923 : Horseshoes (en) (CM) (scénariste et producteur) : Larry
- 1924 : Trouble Brewing (CM) (scénariste) : un agent du gouvernement
- 1924 : Une biche et quarante chevaux (The Girl in the Limousine) (producteur) : Tony
- 1924 : Her Boy Friend (CM) (scénariste et producteur) : Larry, le fils du chef
- 1924 : Kid Speed (CM) (scénariste et producteur) : « Speed Kid »
- 1925 : My Best Girl
- 1925 : Le Sorcier d'Oz (The Wizard of Oz) (scénariste et producteur) : l’épouvantail / le fabricant de jouet / un fermier
- 1925 : The Dome Doctor (CM) (scénariste et producteur) : Peter Pep
- 1925 : The Cloudhopper (CM) (scénariste et producteur) : Borden Rhoom / Getz A. Bunn
- 1926 : Stop, Look and Listen (scénariste et producteur) : Luther Meek
- 1927 : Pass the Dumplings (CM) : (sans rôle)
- 1927 : The Plumber's Daughter (CM) : (sans rôle)
- 1927 : A Dozen Socks (CM) coréalisé avec Earle Rodney (scénariste) : (sans rôle)
- 1927 : The Stunt Man (CM) (scénariste) : Larry
- 1927 : Oh, What a Man! (CM) (scénariste et producteur) : le détective
- 1928 : Dummies (CM) (scénariste et producteur) : l’entraineur
- 1928 : A Simple Sap écrit et réalisé avec Hampton Del Ruth (CM) (scénariste) : It

### En tant qu'acteur dans les films qu’il ne réalise pas

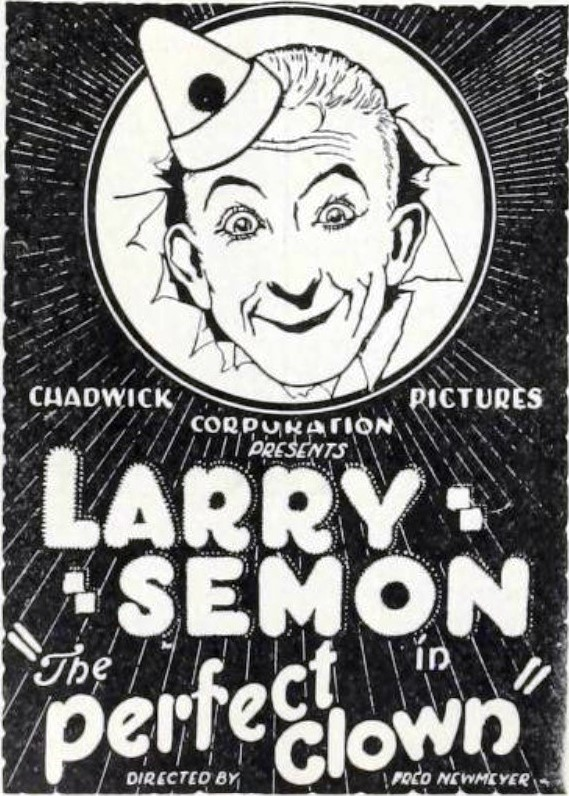
Larry Semon à l'affiche de The Perfect Clown.

- 1923 : The Busher (CM) de Fred C. Newmeyer : Bert Larry
- 1925 : Perds pas tes Dollars! (The Perfect Clown) (CM) de Fred C. Newmeyer, produit par Jack White :
- 1927 : Spuds de Edward Ludwig : Spuds
- 1927 : Les Nuits de Chicago (Underworld) de Josef von Sternberg : 'Slippy' Lewis

## Vidéothèque
Larry Semon, Zigoto, Lobster Films, 2016, Coffret DVD Kings Of Comedy (films de Mack Sennett,Harry Langdon, Larry Semon, Harold Lloyd, Snub Pollard).